# アブドゥラー・マドゥ
アブドゥラー・ムハンマド・マドゥ（アラビア語: عبدالله محمد مادو、Abdullah Mohammed Madu、 1993年7月15日 - ）は、サウジアラビア出身のサッカー選手。サウジ・プロフェッショナルリーグ・アル・ナスルFC所属。サウジアラビア代表。ポジションはDF。

## 経歴
2019年にサウジアラビア代表デビュー。2022 FIFAワールドカップにも出場した。サウジアラビア代表で通算15試合に出場した。

## 代表歴

### 出場大会
- サウジアラビア代表
  - 2022 FIFAワールドカップ

### 試合数
- 国際Aマッチ 15試合 0得点（2019年-2022年）[2]

| サウジアラビア代表 | 国際Aマッチ | 国際Aマッチ |
| 年                 | 出場        | 得点        |
| ------------------ | ----------- | ----------- |
| 2019               | 2           | 0           |
| 2020               | 1           | 0           |
| 2021               | 7           | 0           |
| 2022               | 5           | 0           |
| 通算               | 15          | 0           |

## タイトル
アル・ナスル
- サウジ・プロフェッショナルリーグ：2013-14, 2014-15, 2018-19
- クラウンプリンスカップ： 2013-14
- サウジ・スーパーカップ： 2019, 2020